# Chicago Bulls 1976-1977
La stagione 1976-77 dei Chicago Bulls fu l'11ª nella NBA per la franchigia.
I Chicago Bulls arrivarono secondi nella Midwest Division della Western Conference con un record di 44-38. Nei play-off persero al primo turno con i Portland Trail Blazers (2-1).

## Roster
| N° | Naz.                   | Ruolo | Sportivo        | Anno | Alt. | Peso |
| -- | ---------------------- | ----- | --------------- | ---- | ---- | ---- |
| 2  | Stati Uniti (bandiera) | G     | Norm Van Lier   | 1947 | 185  | 78   |
| 7  | Stati Uniti (bandiera) | G     | Paul McCracken  | 1950 | 193  | 82   |
| 8  | Stati Uniti (bandiera) | A     | Mickey Johnson  | 1952 | 208  | 86   |
| 10 | Stati Uniti (bandiera) | A     | Bob Love        | 1942 | 203  | 98   |
| 11 | Stati Uniti (bandiera) | G     | Willie Smith    | 1953 | 188  | 77   |
| 12 | Stati Uniti (bandiera) | G     | Wilbur Holland  | 1951 | 183  | 79   |
| 15 | Stati Uniti (bandiera) | G     | John Mengelt    | 1949 | 188  | 88   |
| 17 | Stati Uniti (bandiera) | A     | Scott May       | 1954 | 201  | 98   |
| 18 | Stati Uniti (bandiera) | C     | Tom Boerwinkle  | 1945 | 213  | 120  |
| 24 | Stati Uniti (bandiera) | GA    | Jack Marin      | 1944 | 201  | 91   |
| 30 | Stati Uniti (bandiera) | GA    | Keith Starr     | 1954 | 198  | 86   |
| 31 | Stati Uniti (bandiera) | G     | John Laskowski  | 1953 | 198  | 84   |
| 33 | Stati Uniti (bandiera) | A     | Phil Hicks      | 1953 | 201  | 93   |
| 41 | Stati Uniti (bandiera) | AC    | Eric Fernsten   | 1953 | 208  | 93   |
| 42 | Stati Uniti (bandiera) | AC    | Cliff Pondexter | 1954 | 206  | 106  |
| 44 | Stati Uniti (bandiera) | G     | Tom Kropp       | 1953 | 191  | 93   |
| 53 | Stati Uniti (bandiera) | C     | Artis Gilmore   | 1949 | 218  | 109  |

## Staff tecnico
- Allenatore: Ed Badger
- Vice-allenatore: Bumper Tormohlen
- Preparatore atletico: Doug Atkinson